# 復仇 (電視劇)
《復仇》（英語：Revenge）是美国广播公司（ABC）製作的電視剧集，主要演員有麥德琳·史道威、艾蜜莉·芬凱普、喬西·鮑曼以及蓋布瑞爾·曼等。本劇創作靈感來自《基度山恩仇記》。
2015年4月29日，ABC宣布將在第四季完結後取消本劇，大結局則在5月10日首播。

## 劇情簡介
艾蜜莉·索恩（艾蜜莉·芬凱普 飾演）在這年夏天來到漢普頓 – 這個號稱全世界最貴地段海灘的豪宅區，租下了一棟海邊的度假屋，就位在格雷森家族的豪宅旁。維多利亞·格雷森（麥德琳·史道威 飾演）是格雷森家族中的女主人，這名坐擁豪宅的貴婦同時也是漢普頓的女王，在漢普頓呼風喚雨。格雷森家族的年輕兒子丹尼爾·格雷森對艾蜜莉一見鍾情，兩人馬上陷入熱戀。
但在這光鮮亮麗的表面下，艾蜜莉其實別有目的。艾蜜莉過去曾經住在漢普頓，她原本的名字叫愛曼達·克拉克。她的父親在她小時候遭格雷森家族陷害栽贓，並被過去深愛的維多利亞背叛，就這麼枉死獄中，如今艾蜜莉重回漢普頓，潛入造成她家庭分崩離析的兇手之間，準備展開復仇.....

## 演員出演情況

### 主演
| 演員            | 角色            | 季數 | 季數     | 季數     | 季數 |
| 演員            | 角色            | 1    | 2        | 3        | 4    |
| --------------- | --------------- | ---- | -------- | -------- | ---- |
| 麥德琳·史道威   | 維多利亞·格雷森 | 主演 | 主演     | 主演     | 主演 |
| 艾蜜莉·芬凱普   | 艾蜜莉·索恩     | 主演 | 主演     | 主演     | 主演 |
| 蓋布瑞爾·曼     | 諾倫·羅斯       | 主演 | 主演     | 主演     | 主演 |
| 亨利·雀爾尼     | 康拉德·格雷森   | 主演 | 主演     | 主演     | 客串 |
| 艾希莉·梅德霍   | 艾希莉·達文波特 | 主演 | 主演     | 客串     |      |
| 尼克·維切斯勒   | 傑克·波特       | 主演 | 主演     | 主演     | 主演 |
| 喬西·鮑曼       | 丹尼爾·格雷森   | 主演 | 主演     | 主演     | 主演 |
| 貝瑞·斯隆       | 艾登·馬西斯     |      | 主演 [a] | 主演 [a] |      |
| 康納·帕羅       | 德克蘭·波特     | 主演 | 主演     |          |      |
| 詹姆士·托博     | 大衛·克拉克     | 常駐 | 常駐     | 常駐     | 主演 |
| 卡琳·菲內絲     | 瑪戈·勒馬沙     |      |          | 常駐     | 主演 |
| 克莉絲妲·B.艾倫 | 夏洛特·格雷森   | 主演 | 主演     | 主演     | 主演 |
| 布萊恩·哈勒西   | 班·杭特         |      |          |          | 主演 |
| 艾琳娜·莎汀     | 路易絲·艾樂絲   |      |          |          | 主演 |

註：
*^  貝瑞·斯隆於第二季前十三集以常駐的身分出演，第十四集後，正是成為主演之一。

### 其他演員
- Character's are in order of episode appearance count.

| 演員              | 角色               | 季數 | 季數 | 季數 |
| 演員              | 角色               | 1    | 2    | 3    |
| ----------------- | ------------------ | ---- | ---- | ---- |
| 瑪格莉妲·拉菲瓦   | 阿曼達·克拉克      | 常駐 | 常駐 |      |
| 詹姆士·塔柏       | 大衛·克拉克        | 常駐 | 常駐 | 常駐 |
| 戴爾雪·瓦德莎莉亞 | 帕德瑪·拉哈利      |      | 常駐 |      |
| J.R.伯恩          | 肯尼·瑞恩          |      | 常駐 |      |
| 亞許頓·赫爾姆斯   | 泰勒·巴羅          | 常駐 |      |      |
| 安珀·瓦拉達       | 莉蒂亞·戴維斯      | 常駐 |      | 常駐 |
| 溫蒂·克魯森       | 海倫·克勞利        |      | 常駐 |      |
| 麥斯·馬汀尼       | 法蘭克·史蒂文斯    | 常駐 |      |      |
| 羅傑·巴特         | 梅森·崔德爾        | 常駐 | 常駐 | 常駐 |
| 詹姆士·莫里森     | 戈登·墨菲          | 常駐 | 常駐 |      |
| 珍妮佛·傑森·李    | 卡拉·華萊士·克拉克 |      | 常駐 |      |
| 麥克·特魯可       | 內特·瑞恩          |      | 常駐 |      |
| 真田廣之          | 武田聰             | 常駐 |      |      |
| 凱瑞·田川洋行     | 武田聰             |      | 常駐 |      |
| 布萊恩·古德曼     | 卡爾·波特          | 常駐 | 客串 |      |
| 詹姆士·麥卡弗里   | 萊恩·亨特利        | 常駐 |      |      |
| 羅比·阿密爾       | 亞當·康納          | 常駐 |      |      |
| 柯特尼·B.菲斯     | 班傑明·布魯克斯    | 常駐 |      |      |
| E.J.布內拉        | 馬克·羅梅羅        |      | 常駐 |      |
| 希雪爾·蓋布瑞爾   | 莉吉娜·喬治        |      | 常駐 |      |
| 賈斯汀·赫特里     | 派屈克·哈珀        |      | 客串 | 常駐 |

## 角色介紹
艾蜜莉·索恩→艾蜜莉·格雷森／愛曼達·克拉克（Emily Thorne→Emily Grayson／Amanda Clarke）
演員：艾蜜莉·芬凱普，艾蜜莉·艾琳·林德（童年時期）
原名阿曼達·克拉克，為了復仇而改名換姓成為艾蜜莉·索恩，偽裝成一名致力於慈善事業的富有名媛，並重回漢普頓報復那些栽贓他父親參予恐怖攻擊的罪名，以致他父親枉死獄中的兇手。根據影集中敘述，艾蜜莉在18歲時初遇諾倫，獲得父親留下的遺物 - 無限木盒，以及諾倫公司一半的股份。起先對木盒中的一切持懷疑態度，直到自己深入調查並發現真相後，花了近十年的時間精心安排復仇大計並重回漢普頓。
艾蜜莉為了復仇大計而刻意接近丹尼爾·格雷森，但事後似乎對丹尼爾產生了某種程度上的複雜情感，但也對童年玩伴傑克傾心。第一季末確定鍾情於傑克，但後因愛曼達(實是與其互換身分的艾蜜莉)帶著與傑克的孩子歸來而退出。她身手矯捷且機智冷靜，在復仇大計中，最為信任的人是諾倫，情同夥伴及摯友。第二季與過去共同受訓的艾登相戀。第三季時以假孕誘騙丹尼爾完婚，卻在婚禮後意外被揭穿並中槍落海。
結束復仇計畫後，與傑克結婚。
維多利亞·格雷森（Victoria Grayson）
演員：麥德琳·史道威
格雷森家族充滿權利的女主人，康瑞德·格雷森的妻子，也是丹尼爾和夏綠蒂的母親。維多利亞通常被描繪成手段冷酷，且在情感上難以親近的形象。過去曾經和大衛·克拉克相戀並有過一段婚外情，但最終仍舊在現實迫使下背叛了他，以幫助康瑞德將自己的罪名栽贓給他。儘管始終不知道艾蜜莉的真實身分，依舊不曾真的信任她，並認為她是為了錢財而接近丹尼爾。隨著丹尼爾和艾蜜莉的感情步步升溫，維多利亞倍感威脅，認為自己有可能失去自己的兒子 – 唯一和她有著穩健感情的家人。於是開始意圖促使丹尼爾對艾蜜莉產生反感。雖然看來相當愛她的孩子，但和夏綠蒂的感情卻往往不及和丹尼爾的穩健感情。第三季終被艾蜜莉關進精神病院，回歸後的第四季，為了扳回一城而放火燒了格雷森大宅，欲假死讓艾蜜莉陷入殺人疑雲。
在與艾蜜莉的最後對決當中，被大衛用槍射殺，最後身亡。
諾倫·羅斯（Nolan Ross）
演員：蓋布瑞爾·曼
諾倫是艾蜜莉極少數信任的人之一，視艾蜜莉為家人。遵照艾蜜莉父親生前的指示，在艾蜜莉離開少年觀護所時將遺物交給艾蜜莉 – 一只上頭印著雙重無限符號的木箱，箱內裝著證明艾蜜莉父親清白的證明。年輕時事業因為有艾蜜莉父親生前的資助而飛黃騰達，視艾蜜莉的父親為恩人，因此當艾蜜莉以復仇之姿重回漢普頓，諾倫一直是艾蜜莉的得力夥伴，並遵照與其父親的約定於艾蜜莉滿18歲時將公司一半的股份分給了艾蜜莉。擅長電腦及駭客行動。
諾倫在劇中扮演如同馬克祖伯格一般的鬼才角色。劇中敘述他於大學時期毅然休學創業，導致父親與他決裂。但之後其公司飛黃騰達，諾倫也躋身億萬富翁。第二季末諾倫被栽贓炸毀格雷森國際大樓，情勢儼然如同大衛克拉克事件重演。
諾倫的年齡在劇中一直沒有被明確提及，但從第二季中，大衛克拉克向諾倫提及艾蜜莉十二、三歲時放火燒寄宿家庭的房子時，諾倫年約20左右。因此可以推估諾倫比艾蜜莉年長至少五歲以上。
傑克·波特（Jack Porter）
演員：尼克·維切斯勒
艾蜜莉（阿曼達）兒時的玩伴，個性善良正直。當兒時的阿曼達因父親入獄而被帶離後，受託照顧愛曼達的狗，也一直對阿曼達念念不忘。曾表示對艾蜜莉的愛慕，但艾蜜莉礙於復仇大計而忍痛拒絕，而傑克也始終不知道艾蜜莉就是阿曼達。
將與艾蜜莉交換身分的阿曼達誤認為自己的童年玩伴，與其相戀並於第二季結婚，兩人育有一子名為卡爾。後阿曼達受格雷森一家所害身亡，其弟弟也在康德拉的計謀中意外死去，曾憤恨而在第二季末欲對康德拉行刺，後艾蜜莉出面阻止，並道出自己的真實身分。第三季初曾無法接受艾蜜莉為復仇而行的一切騙局而與其決裂，但其實依舊相當在意艾蜜莉。
後與艾蜜莉和好，並加入了艾蜜莉的復仇陣容，最後與艾蜜莉結婚。
丹尼爾·格雷森（Daniel Grayson）
演員：喬西·鮑曼
格雷森家族的長子，在艾蜜莉出現後隨即與其陷入熱戀。本身個性善良，但在龐大家族影響下，似乎依舊步上父母的後塵，在得知大衛·克拉克事件的真相後選擇隱瞞，以保護家族事業。始終有著酗酒的問題，被母親過度保護。是艾蜜莉的復仇大計中的重要棋子，但艾蜜莉曾一度對其傾心與心軟。在第三季中和艾蜜莉正式結婚，但在婚禮後因發現艾蜜莉假孕騙婚的謊言，盛怒之下朝艾蜜莉開槍。第四季發現艾蜜莉背後的真相，在替艾蜜莉擋下子彈時中槍身亡。
夏綠蒂·格雷森／夏綠蒂·克拉克（Charlotte Grayson/Charlotte Clarke）
演員：克莉絲妲·B.艾倫
丹尼爾的妹妹，格雷森家族中的千金，個性驕縱任性，但其實始終是家族秘密及名聲下的犧牲品。在第一季中被揭露親生父親其實是大衛·克拉克，也是艾蜜莉同父異母的妹妹。在艾蜜莉與格雷森家族的風風雨雨中，始終是最不知情且位於事外的一人。

## 演員

### 主要角色
- 艾蜜莉·芬凱普 飾演 艾蜜莉·索恩／愛曼達·克拉克（Emily Thorne／Amanda Clarke）
- 麥德琳·史道威 飾演 維多莉亞·格雷森（Victoria Grayson）
- 蓋布瑞爾·曼 飾演 諾倫·羅斯（Nolan Ross）
- 亨利·雀爾尼 飾演 康瑞德·格雷森（Conrad Grayson）
- 艾希莉·梅德霍 飾演 艾希莉·達文波特（Ashley Davenport）
- 尼克·維切斯勒 飾演 傑克·波特（Jack Porter）
- 喬西·鮑曼 飾演 丹尼爾·格雷森（Daniel Grayson）
- 貝瑞·斯隆 飾演 艾登·馬西斯（Aiden Mathis）
- 康納·帕羅 飾演 德克蘭·波特（Declan Porter）
- 克莉絲妲·B.艾倫（英语：Christa B. Allen） 飾演 夏樂·格雷森（Charlotte Grayson）

### 配角
- 詹姆士·塔柏 飾演 大衛·克拉克（David H. Clarke）
- 瑪格莉妲·拉菲瓦 飾演 愛曼達·克拉克／艾蜜莉·索恩（Amanda Clarke／Emily Thorne）
- 安珀·瓦拉達 飾演 莉蒂亞·戴維斯（Lydia Davis）
- 亞許頓·霍爾姆斯 飾演 泰勒·巴羅（Tyler Barrol）
- 戴爾雪·瓦德沙莉亞（英语：Dilshad Vadsaria） 飾演 帕德瑪·拉哈利（Padma Lahari）
- J.R.伯恩（英语：J. R. Bourne） 飾演 肯尼·瑞恩（Kenny Ryan）
- 麥克·特魯可 飾演 內特·瑞恩（Nate Ryan）
- 溫蒂·克魯森（英语：Wendy Crewson） 飾演 海倫·克勞利（Helen Crowley）
- 麥斯·馬汀尼 飾演 法蘭克·史蒂文斯（Frank Stevens）
- 羅傑·巴特 飾演 梅森·崔德威（Mason Treadwell）
- 詹姆士·莫里森（英语：James Morrison） 飾演 戈登·墨菲（Gordon Murphy）
- 珍妮佛·傑森·李 飾演 卡拉·華萊士·克拉克（Kara Wallace Clarke）
- 真田廣之（第一季）／凱瑞·田川洋行（第二季） 飾演 武田聰（Satoshi Takeda）
- 布萊恩·古德曼（英语：Brian Goodman） 飾演 卡爾·波特（Carl Porter）
- 詹姆士·麥卡弗里 飾演 萊恩·亨特利（Ryan Huntley）
- 羅比·阿密爾 飾演 亞當·康納（Adam Connor）
- 柯特尼·B.菲斯 飾演 班傑明·布魯克斯（Benjamin Brooks）
- E.J.布內拉（英语：E.J. Bonilla） 飾演 馬可·羅梅羅（Marco Romero）
- 希雪爾·蓋布瑞爾（英语：Seychelle Gabriel） 飾演 莉吉娜·喬治（Regina George）
- 賈斯汀·赫特里 飾演 帕特里克·哈珀（Patrick Harper）
- 卡琳·菲內絲（英语：Karine Vanasse） 飾演 瑪戈·勒馬沙（Margaux LeMarchal）

## 收視率
| 季數 | 播出時間（ET）                                           | 集數 | 首播          | 首播               | 季終          | 季終               | 排行 | 收視 （百萬） |
| 季數 | 播出時間（ET）                                           | 集數 | 日期          | 首播 收視 （百萬） | 日期          | 終映 收視 （百萬） | 排行 | 收視 （百萬） |
| ---- | -------------------------------------------------------- | ---- | ------------- | ------------------ | ------------- | ------------------ | ---- | ------------- |
| 1    | 星期三 晚間十點                                          | 22   | 2011年9月21日 | 10.02              | 2012年5月23日 | 7.85               | 56   | 8.72          |
| 2    | 星期天 晚間九點                                          | 22   | 2012年9月30日 | 9.74               | 2013年5月12日 | 6.12               | 32   | 8.87          |
| 3    | 星期天 晚間九點（第1-13集） 星期天 晚間十點（第14-22集） | 22   | 2013年9月29日 | 8.11               | 2014年5月11日 | 4.87               | 39   | 8.43          |
| 4    | 星期天 晚間十點                                          | 23   | 2014年9月28日 | 5.71               | 2015年5月10日 | 4.80               | 83   | 6.74          |

## 獎項
| 年份 | 獎項                   | 類別                                    | 提名者                    | 結果 |
| ---- | ---------------------- | --------------------------------------- | ------------------------- | ---- |
| 2012 | TV.com Awards          | Favorite Guilty Pleasure                | 復仇                      | 獲獎 |
| 2012 | 全美民選獎             | 最喜愛電視劇                            | 復仇                      | 提名 |
| 2012 | 金球獎                 | 最佳戲劇類女演員獎                      | 麥德琳·史道威             | 提名 |
| 2012 | 男女同志娛樂評論家協會 | 年度電視表現獎                          | 麥德琳·史道威             | 提名 |
| 2012 | 金捲軸獎               | 最佳音效剪輯– 電視影集 – 音樂獎         | Amber Funk (music editor) | 提名 |
| 2012 | 格蕾絲·艾倫獎          | 表現傑出電視劇獎                        | 復仇                      | 獲獎 |
| 2012 | NewNowNext Awards      | 最佳新嗜好獎                            | 復仇                      | 獲獎 |
| 2012 | NewNowNext Awards      | 未來巨星                                | 艾蜜莉·芬凱普             | 提名 |
| 2012 | 青年藝術獎             | 最佳電視影集表現獎 – 十大年輕常駐女演員 | 艾蜜莉·艾琳·林德          | 獲獎 |
| 2012 | 美國拉丁媒體藝術獎     | 最喜愛電視劇女演員獎–劇情類             | 麥德琳·史道威             | 提名 |
| 2012 | 青少年选择奖           | 電視票選獎：劇情類劇集                  | 復仇                      | 提名 |
| 2012 | 青少年选择奖           | 電視票選獎：劇情類女演員                | 艾蜜莉·芬凱普             | 提名 |
| 2012 | 青少年选择奖           | 電視票選獎：突出表現劇集                | 復仇                      | 提名 |
| 2012 | 青少年选择奖           | 電視票選獎：突出表現男演員              | 喬西·鮑曼                 | 提名 |
| 2012 | 青少年选择奖           | 電視票選獎：搶眼男星                    | 蓋布瑞爾·曼               | 提名 |
| 2012 | 電視評論家協會獎       | 最出色新節目                            | 復仇                      | 提名 |
| 2013 | 全美民選獎             | 最喜愛電視網影集                        | 復仇                      | 提名 |
| 2013 | 服裝設計師工會獎       | 傑出當代電視影集                        | 復仇                      | 提名 |
| 2013 | 青少年選擇獎           | 電視票選獎：劇情類劇集                  | 復仇                      | 提名 |
| 2013 | 青少年選擇獎           | 電視票選獎：劇情類女演員                | 艾蜜莉·芬凱普             | 提名 |
| 2013 | 青少年選擇獎           | 電視票選獎：劇情類男演員                | 喬西·鮑曼                 | 提名 |
| 2013 | 青少年選擇獎           | 電視票選獎：劇情類男演員                | 尼克·維切斯勒             | 提名 |